# Indirizzo portoghese
Indirizzo portoghese è il secondo album della musicista italiana Patrizia Laquidara, pubblicato nel 2003 dall'etichetta discografica Genius Records/Virgin Records. Comprende 13 brani.

## Tracce
1. Mielato - 3.16 - (P. Laquidara - A. Canto, Bungaro)
2. Indirizzo portoghese - 3.31 - (P. Laquidara - P. Laquidara, A. Canto)
3. Caotico - 3.14 - (P. Laquidara - A. Canto)
4. Dentro qui - 3.55 - (P. Laquidara - A. Canto, P. Laquidara)
5. Sciroppo di mirtilli - 3.58 - (P. Laquidara - A. Canto)
6. Kanzi - 3.40 - (P. Laquidara - D. Sarno, Bungaro)
7. Agisce - 3.36 - (P. Laquidara - Bungaro)
8. Le rose - 3.14 - (G. Lapi - F. Mesolella, F. Spinetti)
9. Essenzialmente - 2.51 - (P. Laquidara - P. Baù)
10. Per causa d'amore (con Mario Venuti) - 3.35 - (Kaballà - M. Venuti)
11. Uirapuro - 2.56 - (H. Valdemar)
12. Lividi e fiori - 3.54 - (A. Romanelli, P. Laquidara - Bungaro, P. Laquidara)
13. Cu cu rru cu cù paloma - 3.45 - (T. Méndez)

## Singoli
- Indirizzo portoghese
- Agisce, anche nella versione in lingua portoghese intitolata Age, è stato utilizzato come sigla di apertura e chiusura di una trasmissione radiofonica su Radio Uno.
- Lividi e fiori, brano col quale la cantante ha partecipato al Festival di Sanremo 2003, ottenendo il Premio Mia Martini della Critica ed il Premio Alex Baroni per la miglior interpretazione.
- Per causa d'amore, utilizzato in un video musicale.

## Formazione
- Patrizia Laquidara – voce
- Alfredo Paixão – basso
- Tony Canto – chitarra acustica, programmazione, chitarra elettrica, chitarra classica, cavaquinho
- Marco Zanotti - batteria, percussioni
- Vincenzo Virgillito – basso
- Mirco Maistro – fisarmonica
- Tony Brundo – tastiera, programmazione, pianoforte
- Franco Barresi – batteria, percussioni
- Mimì Ciaramella – batteria
- Fausto Mesolella – chitarra
- Sandro Pippa – batteria
- Rita Marcotulli – tastiera, pianoforte
- Bungaro – chitarra acustica
- Marco Siniscalchi – basso
- Michele Rabbia – batteria
- Aidan Zammit – tastiera, programmazione
- Francesco Puglisi – contrabbasso
- Davide Pezzin – contrabbasso
- Fabio Conte – viola da gamba
- Fiorenza Barutti – viola
- Nazareno Balduin – violoncello
- Ugo Iervolino – violoncello
- Daniele Ruzza – violino
- Diego Revilla – violino

## Curiosità
La canzone Kanzi è stata ispirata dall'omonimo bonobo allevato presso l'università della Georgia e noto per aver imparato a comunicare con l'uomo attraverso un linguaggio simbolico estremamente articolato.